# Макне, Умберто
Умберто Макне (итал. Umberto Macnez, настоящая фамилия Макиницци, итал. Machinizzi; 1878, Пезаро — 13 июля 1947, Пезаро) — итальянский оперный певец (тенор) и вокальный педагог.

## Биография
В детстве пел в хоре мальчиков в кафедральном соборе Пезаро, затем учился вокалу у Феличе Коэна, позднее также совершенствовался как вокалист в Милане. Дебютировал в 1900 г. в оперном театре Сассари в партии Артура («Лючия ди Ламмермур» Гаэтано Доницетти).

## Карьера
Первоначально был занят во второстепенных партиях, в 1901—1902 гг. пел в Лиссабоне, в 1902—1903 гг. и в 1907 г. гастролировал в Южной Америке (Сан-Паулу, Монтевидео, Буэнос-Айрес). Определённого успеха в карьере добился после 1908 г., в 1912—1913 гг. успешно выступал в Нью-Йорке и Бостоне, в партии Гофмана приняв участие в нью-йоркской премьере «Сказок Гофмана» Жака Оффенбаха («Нью-Йорк Таймс» положительно оценила его выступление, хотя и отметила, что голос Макне недостаточно лёгок по тембру для данной партии). В 1914 г. пел в Барселоне и Санкт-Петербурге, а также объехал всю Италию как исполнитель заглавной партии в «Вертере» Жюля Массне. Продолжал петь до 1927 года. На рубеже 1900—1910-х гг. осуществил несколько записей.
У Умберто Макне была большая семья, его дочь Беатрис тоже была оперной певицей. По окончании исполнительской карьеры преподавал в Консерватории Бари, а затем, в последний год жизни, в Консерватории Пезаро, где его учеником был Франко Корелли.